# Каліф на годину (фільм, 1955)
«Каліф на годину» (англ. Man of the Moment) — комедійний фільм 1955 року режисера Джона Педі Карстерза з Нормананом Віздомом у головній ролі.

## Сюжет
Норман безталанний клерк у канцелярії міністерства закордонних справ, що схиблений на фотографіях кінозірки Соні. Одного разу, коли делегація міністерства збиралася на конференцію до Женеви, раптово захворів начальник канцелярії, а його заступник був у відпустці. Делегація була змушена взяти з собою Нормана як секретаря. Там він потоваришував з королевою далекого острова — крихітної острівної Тихоокеанської монархії. В результаті, королева острова відмовляється брати участь у будь-яких переговорах, якщо Норман не бере участі. Він перетворює кімнати в руїни, кравців залишає у шматках тканин, а дипломатів у бинтах. Він переслідує бойовиків і вбивць іноземних держав, зриває роботу телеканалів …

## Ролі виконують
- Норман Віздом — Норман
- Лана Моріс[en] — Пенні
- Белінда Лі — Соня
- Джері Десмонд — Джексон
- Гаррі Марш — британський делегат
- Інья Ті В'ята — король Таваки
- Евелін Робертс — сер Горес
- Вайолет Фербразер — королева Таваки
- Чарльз Готрі[en] — директор

## Навколо фільму
- Норман Віздом грає свою типову роль у цій безголовій комедії. Джері Десмонд знову з'являється в ролі бе́льбаса, а Чарльз Готрі — в другорядній ролі.[1]
- У фільмі звучать пісні у виконанні жіночого вокального тріо «Сестри Беверлі» (Beverley Sisters), у тому числі:
  - «Мрії на продаж» (Артур Гровс, Пітер Керролл) / «Dreams for Sale» (Arthur Groves, Peter Carroll)
  - «Бережися» (Норман Віздом) / «Beware» (Norman Wisdom)
  - «Йоделі Йоделей» і «Каліф на годину» (Джек Фішман) / «Yodelee Yodelay» and «Man of the Moment» (Jack Fishman)